# Petaurista philippensis

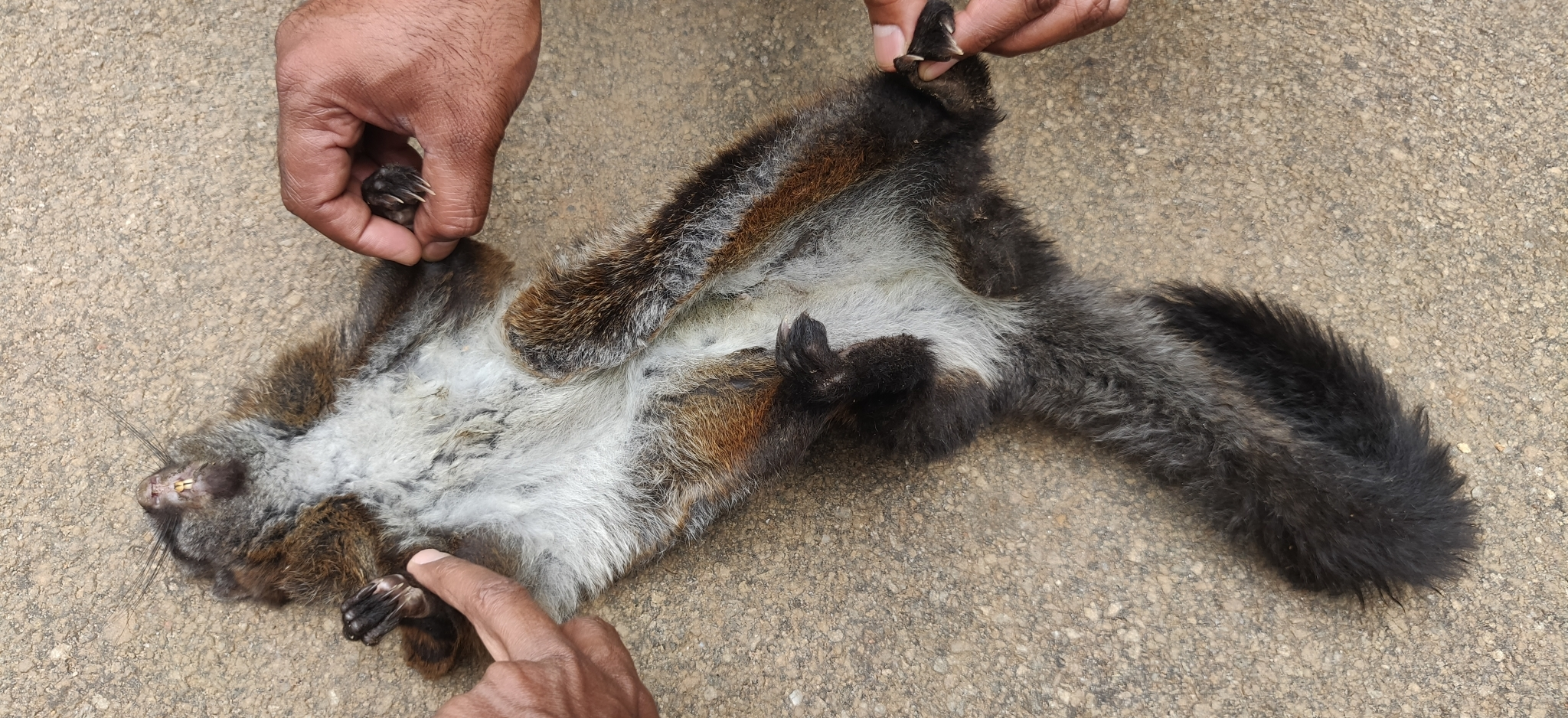
dood exemplaar van onder gezien

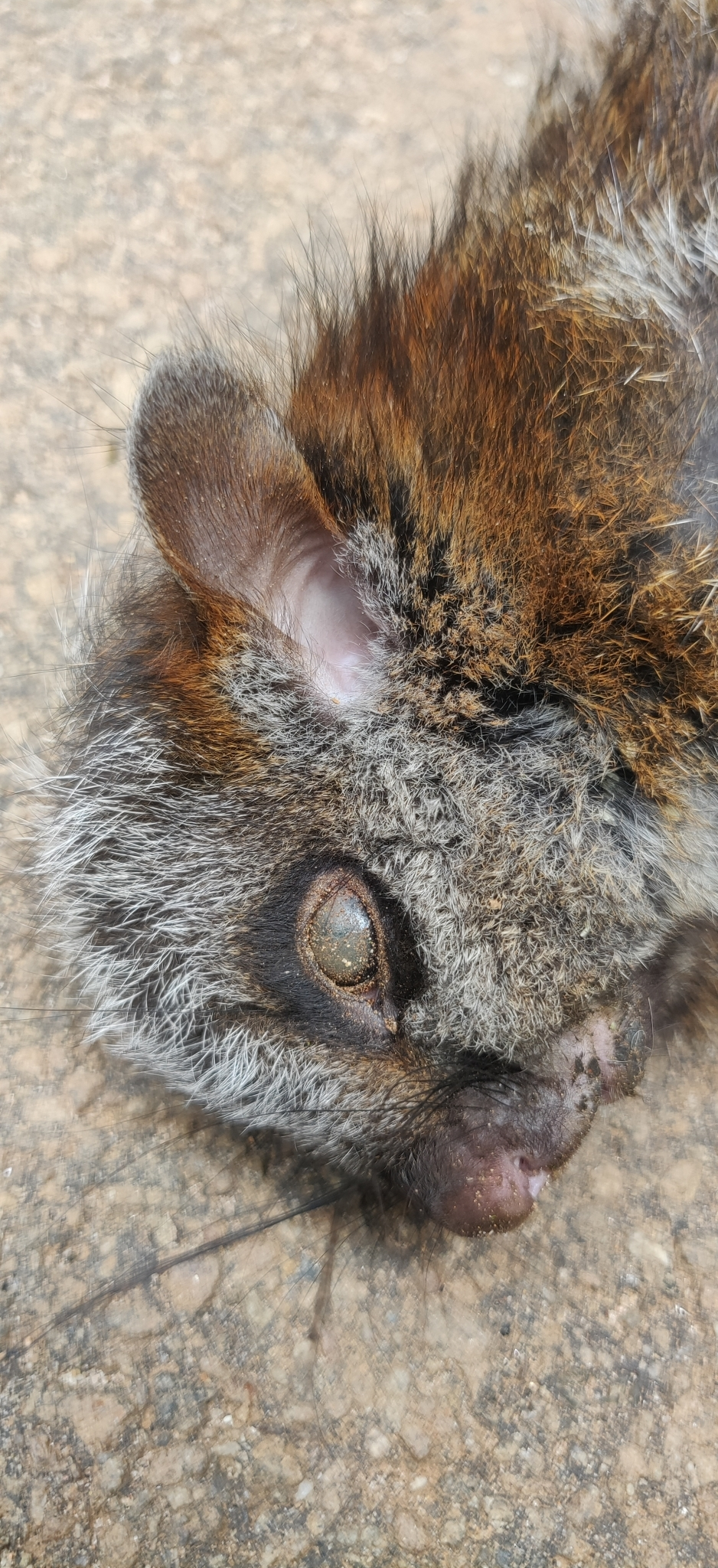
dood exemplaar, kop van de zijkant

Petaurista philippensis is een zoogdier uit de familie van de eekhoorns. Hij heeft een grijze en bruine of paarsbruine vacht, een vlieghuid en een lange staart met een zwarte punt. Petaurista philippensis komt voor in verschillende habitats in Zuidoost-Azië en komt voor van zeeniveau tot 2200 m. Hij is 's nachts actief. De International Union for Conservation of Nature and Natural Resources heeft hem op wereldwijde schaal aangemerkt als niet bedreigd (LC), maar zijn populaties nemen in veel regio's af. De soort is beschermd in India en Sri Lanka.

## Beschrijving
Volwassen vrouwtjes zijn met gemiddeld ruim 1,3 kg wat zwaarder dan de mannetjes met ruim 1,2 kg. Afhankelijk van de locatie en het seizoen varieert de vachtkleur van Petaurista philippensis van bruingrijs wit of donkergrijs tot zwart. De onderkant is wit, maar roestbruin op Taiwan. De ogen zijn rond en zwart en de snorharen zijn donker en prominent. De staart is bruin of grijs tot zwart, behalve het ventrale oppervlak van de staartbasis, dat grijs is. De staartpunt is soms zwart. De oren zijn bijna haarloos. De kleur van de huid verandert met de leeftijd. De staart en voeten zijn gitzwart tijdens zijn jeugdstadium met een zwarte band over zijn schouders en een witte en lichtgrijze onderkant. De vacht wordt dikker tijdens de moesson en dunner tijdens het droge seizoen. Ooit werd een melanistisch exemplaar gezien in India. De voorvoet heeft drie tenen en twee niet geheel gelijke middenhandsbeenkussentjes. De achtervoet heeft vier teenkussentjes, een groot middenvoetsbeenkussentje en één klein aanvullend kussentje achter het buitenste teenkussentje. De lengte van de achtervoet is ongeveer 8,3 cm (spreiding 6,5–10 cm) en de lengte van het oor is 4,9 cm (spreiding 4,2–5,8 cm). De staart is bossig en langer dan de lengte tussen neuspunt en staartbasis. Vrouwtjes hebben twee tepels op de borst en vier in de lies. Het uropatagium, het deel van de vlieghuid dat zich tussen de achterpoten en de staart bevindt is in het geslacht Petaurista proportioneel groter dan dat van de andere geslachten vliegende eekhoorn. Petaurista philippensis heeft 19 paar homologe chromosomen (2n=38).

### Ontwikkeling
Nesten worden vaak gemaakt in natuurlijke holtes van grote en oude bomen en meestal bekleed met gras, mos en haar. Jongen worden geboren in nestholtes waar zij met hun moeder verblijven en waar geen andere individuen komen. Bij de geboorte wegen ze meer dan 56 g en zijn ze 178–390 mm lang. In subtropische gebieden krijgen vrouwelijke Petaurista philippensis eenmaal per jaar nesten van één, zelden twee jongen. Jongen worden gespeend op een leeftijd van ongeveer 90 dagen. Op ongeveer 4–5 maanden zijn het oor, de staart, de achterpoot en het kraakbeen dat de vliegenhuid ondersteunt, volgroeid. Jongen bereiken 20% van het gemiddelde gewicht van volwassen mannetjes in 3 maanden, 50% in 4 maanden, 75% in 7 maanden, 90% in 10 maanden en 100% in 10–12 maanden, maar de volwassen lengte wordt bereikt na ongeveer 6 maanden. De groeisnelheid van jongen die geboren worden tijdens de winter- en zomerse voortplantingsseizoenen verschilde niet significant. Op het schiereiland Maleisië had een jong 90–120 dagen nodig om de volwassen grootte te bereiken. Een jonge P. philippensis had een relatief grote kop en de platte staart was ongeveer 127 mm lang. De vlieghuid was onontwikkeld. De huid reikte tot de elleboog in plaats van tot de pols. Het dier had een gitzwarte staart en voeten, en witte en lichtgrijze onderkanten. Een zwarte band liep over zijn schouders.

### Beweging
Petaurista philippensis kan zowel viervoetig als zwevend bewegen. Het patagium wordt gebruikt om tussen bomen te glijden, terwijl de staart fungeert als stuurmechanisme en om het evenwicht te bewaren tijdens het bewegen. De luchtsnelheid van P. philippensis was 7,5 m/s tijdens het glijden onder een hoek van 26° in een tropisch teakbos. Gemiddelde glijafstanden van 11-20 m komen vaker voor dan die groter dan 30 m. De langste geregistreerde glijafstand was ongeveer 73 m. In de tropische loofbossen van India is de zweefactiviteit in de zomer hoger dan in de moesson- en winterseizoenen, terwijl de vroege periode van de nacht de meest actieve tijd is voor zweefvliegen. Tijdens het glijden bepaalt de positie van het propatagium de patronen van luchtstroom over het vleugelprofiel, terwijl het uropatagium de achterrand van het vleugelprofiel vormt en vaak wordt gebruikt om de hoeveelheid lift en weerstand te wijzigen. Het plagiopatagium is verantwoordelijk voor het grootste deel van de lift. De positie van de vleugeltip vermindert de weerstand. Verschillende voorpootspieren helpen bij een veilige landing.

### Anatomie
De lengte van de schedel is 7,5 tot 8,3 cm lang, de breedte gemeten over de jukbeenderen is 4,6 tot 5,5 cm. De afstand tussen de hoektand en de voorste valse kies in de onderkaak is 9.4–11.9 mm. De wervelkolom bestaat uit 7 nekwervels, 12 borstwervels, 7 lendenwervels, 3 heiligbeenwervels en 27 staartwervels, 56 in totaal. De schouder-, arm- en onderarmspieren zijn aangepast aan het leven in bomen en aan het zweven. Daarmee onderscheiden vliegende eekhoorns zich van de niet-zwevende boomeekhoorns. Vergeleken met niet-glijdende boomeekhoorns zijn spaakbeen en ellepijp verlengd en is de mogelijkheid van deze beenderen om elkaar heen te draaien aan de zijde van de hand sterk verminderd. Het schouderblad speelt een belangrijke rol bij het glijden als aanhechtingsplaats van een groot aantal spieren.

### Verschillen met verwante soorten
Petaurista philippensis is de op één na grootste soort in het geslacht na Petaurista nobilis uit Bhutan, die een duidelijk helder oranje-beige gebied op het voorhoofd heeft dat ontbreekt bij P. philippensis en ze komen niet in hetzelfde voor. Petaurista philippensis heeft een op de rug een egaal donkergrijze of zwarte vacht, terwijl de Tagoean (Petaurista petaurista) daar een roodbruine vacht heeft. De vacht aan de buikkant van P. philippensis is grijs tot beige, met bruine of donkergrijze randen op de oren. De kleur van de kop past bij de rest van het lichaam. Bij volwassen P. philippensis is de staart donkerbruin, zwart of grijs, soms met een zwarte punt. De staart bij P. petaurista is geel tot oranje met een donkere punt. De voorste helft van het oor is bruinoranje tot grijs bij P. philippensis, maar wit bij P. petaurista. Petaurista philippensis heeft dunner haar op de buik (29 μm) en kop (43-44 μm) dan P. petaurista waar het haar op de buik 50 μm en op de kop 60 μm dik is. Petaurista philippensis heeft gemiddeld een langere schedel met 7,9 cm dan P. petaurista met 7,7 cm, maar er is veel overlap.

## Taxonomie

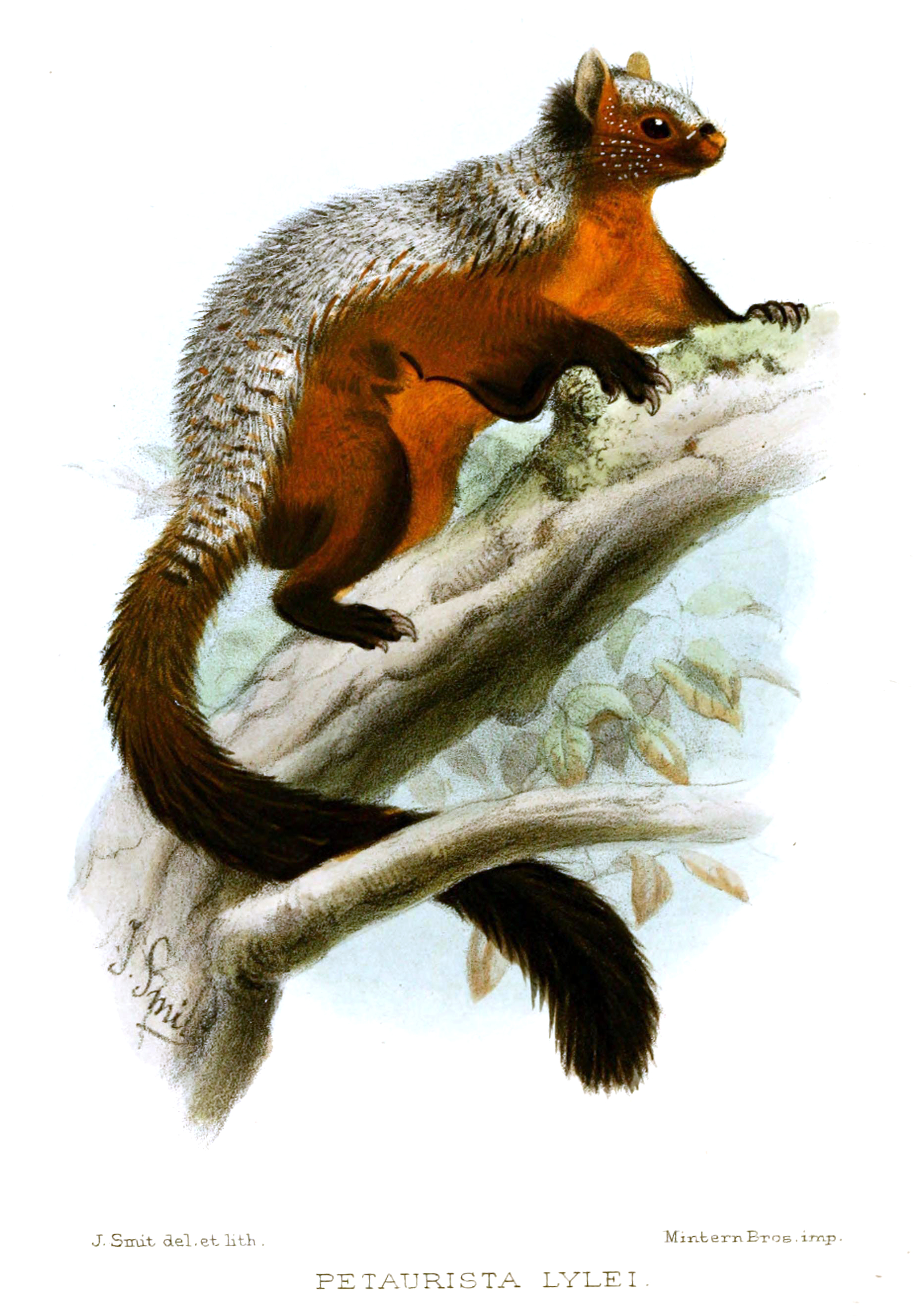
Illustratie uit: On a collection of mammals from Siam made by Mr. Th.H. Lyle van J. Lewis Bonhote gepubliceerd in 1900

Deze vliegende eekhoorn werd voor het eerst geldig wetenschappelijk beschreven in A Catalogue of the Species of Mammalia found in the Southern Mahratta Country, with their synonyms in the native languages in use there in 1839 door Walter Elliot, een ambtenaar in Brits India, en gaf die de naam Pteromys philippensis. In 1842 beschreef Samuel Tickell een vliegende eekhoorn uit de oerwouden in Jharkhand, eveneens een onderdeel van India en noemde die Pteromys oral. John Edward Gray gaf exemplaren uit India in de collectie van het British Museum in 1843 de naam Pteromys griseiventer. Edward Blyth meende dat exemplaren uit RakhineTanintharyi in Myanmar een ondersoort waren van de tagoean en maakte daarmee de nieuwe combinatie Pteromys petaurista var. cineraceus in 1847. De Britse natuuronderzoeker Robert Swinhoe, die onder andere als consul op Formosa werkte, beschreef een vliegende eekhoorn uit Taiwan en noemde die Pteromys grandis in 1862. In 1875 onderscheidde de Britse zoöloog en curator van het Indian Museum in Calcutta John Anderson een vliegende eekhoorn uit Yunnan in China als Pteromys yunanensis. J. Lewis Bonhote publiceerde in 1900 het artikel On a collection of mammals from Siam made by Mr. Th.H. Lyle, en hij beschreef een vliegende eekhoorn uit de omgeving van Chiang Mai die hij de naam Pteromys lylei gaf. In 1911 gebruikte Robert Charles Wroughton de huidige naam Petaurista philippensis voor de eerste keer, maar hij onderscheidde daarbij ook Petaurista lanka uit Sri Lanka en Petaurista cinderella uit het Surat District, noordwestelijk van Bombay. Michael Rogers Oldfield Thomas onderscheidde in 1914 Petaurista lylei venningi uit Myanmar en Petaurista annamensis uit Vietnam. In 1922 voegde hij Petaurista mergulus toe, afkomstig van Ross-eiland in de Mergui-archipel in Myanmar, en in 1925 Petaurista lylei badiatus uit het noorden van Vietnam. Glover Morrill Allen beschreef in 1925 Petaurista petaurista rufipes uit Fujian en Petaurista hainana van Hainan, beide in China. In 1926 was het weer de beurt aan Oldfield Thomas diePetaurista mergulus primrosei van Lampi , en Petaurista mergulus reguli van King Island beschreef, beide onderdeel van de Mergui Archipel. In 1927 beschreef Alfred Brazier Howell Petaurista rubicundus uit Sichuan, China. T.D. Carter onderscheidde in 1933 Petaurista cineraceus stockleyi uit noordwestelijk Thailand. In 1942 beschreef René Léon Bourret Petaurista lylei miloni afkomstig uit Lạng Sơn in Vietnam. Petaurista petaurista nigra tot slot is beschreven door Pang en Wang in 1981 uit noordwestelijk Yunnan in China.
Petaurista philippensis is ingedeeld bij de orde van de Knaagdieren, onderorde Sciuromorpha, familie van de Eekhoorns, onderfamilie Sciurinae, tribe Pteromyini. Momenteel worden er vijf ondersoorten erkend:
- Petaurista philippensis annamensis
- Petaurista philippensis cineraceus
- Petaurista philippensis lylei
- Petaurista philippensis mergulus
- Petaurista philippensis philippensis

## Verspreiding
Petaurista philippensis komt voor in Zuid-China, Taiwan, India, Sri Lanka, Myanmar, Thailand, Laos en Vietnam, en is de meest wijdverspreide vliegende eekhoorn in de tropische en subtropische zones van Zuidoost-Azië. Hij wordt aangetroffen in hoge dichtheden tussen 50 en 500 m hoogte en in habitats variërend van laaglandbossen tot bergen, maar is nooit waargenomen boven 2.200 m. In tegenstelling tot wat de naam suggereert komt de soort niet voor op de Filipijnen. Ook komt de soort niet verder naar het zuiden voor dan de Landengte van Kra.
In India wordt Petaurista philippensis aangetroffen ten zuiden van de Ganges in grote bossen, waaronder groenblijvende, halfgroenblijvende, tropische loofbossen, tropische regenwouden of subtropische regenwouden, subtropische droge loofbossen, subtropische vochtige loofbossen, gematigde gemengde bossen en plantages in de buurt van bosgebieden. De soort heeft een onregelmatige verspreiding in westelijk en centraal India en wordt aangetroffen in en rond groeiplaatsen van Madhuca indica. Op het zuidelijke schiereiland is de soort aanwezig in de bergen van de West-Ghats en een paar locaties in de Oost-Ghats. De soort wordt aangetroffen in zeer verstoorde en gedegradeerde bossen van Andhra Pradesh en in bosranden. In China is de soort aanwezig in zuidelijke en centrale provincies, waaronder Hainan, Yunnan, Sichuan en Shaanxi. In Taiwan wordt de soort aangetroffen in loofbossen en secundaire naaldboomplantages op hoogtes variërend van 300 tot 2.200 m. De soort is ook te vinden op sommige locaties in Thailand, waaronder Bangkok en Huai Ko Mong in de provincie Mae Hong Son.

## Gedrag
Petaurista philippensis is voornamelijk een solitair dier dat doorgaans 's nachts actief is, waardoor het gedrag lastig is om te onderzoeken. Het dier komt tevoorschijn bij zonsondergang, en gaat voor zonsopgang terug naar zijn nestholte waar de dag slapend wordt doorgebracht. Mannetjes en vrouwtjes zijn meestal alleen samen voor de paring. Jongen worden soms waargenomen terwijl ze op een leeftijd van ongeveer 3-4 maanden met vrouwtjes foerageren, wanneer ze ongeveer 50% van het volwassen gewicht hebben bereikt. In een enkel geval werden twee vrouwtjes, waarschijnlijk moeder en dochter, waargenomen die 16 maanden samen leefden in een dennenplantage. Ondanks het feit dat beide tekenen van oestrus vertoonden, bracht geen van beiden een nest ter wereld. Snel na zonsondergang en tijdens de late nachtelijke uren zijn de dieren het meest actief. De activiteit varieert ook gedurende het jaar, en is groter in de wintermaanden wanneer volwassenen druk bezig zijn met het selecteren van een partner. Individuen in Taiwan verlaten het nest tussen zonsondergang en een half uur erna en keren een uur tot een kwartier voor zonsopgang terug naar het nest. De gemiddelde tijd die buiten de nestholtes wordt doorgebracht, is 9-12,5 uur, maar de tijd die buiten de holte wordt doorgebracht, varieert afhankelijk van de lengte van de nacht (en dus de breedtegraad). De activiteit buiten het nest is verminderd tijdens periodes van regenval. Overdag blijven baby's in de nestholtes, terwijl volwassenen zelfs bij slecht weer buiten zijn. De temperatuur in tropische bossen varieert enorm gedurende het jaar. In de zomer slaapt P. philippensis buiten op zijn rug, op een schuilplaats om de hoge temperaturen overdag te vermijden. In de winter koestert hij zich in het zonlicht om zijn lichaamstemperatuur te reguleren.

### Geluid
Petaurista philippensis produceert zwakke, zachte, monotone en meestal herhalende vocalisaties. Soms gromt hij als een cavia of produceert hij een luide alarmroep en een scherpe gekwetter. Een spectrogram van elke roep onthulde 14 banden, parallel aan elkaar gerangschikt en variërend van 1 tot 11 kHz. Alarmgeluiden worden waargenomen als reactie op roepjes van uilen. De hoogste reactie was tegen de gestreepte jungle-uil, Glaucidium radiatum. De meeste vliegende eekhoorns werden geregistreerd terwijl ze alleen riepen. Het meest vocaal in de uren na middernacht en in de vroege ochtend, wordt het roepen vaak uitgevoerd in het midden van de boomkronen.

### Voedsel
Hoewel Petaurista philippensis zich voornamelijk voedt met blad in China en Taiwan, met slechts negen gedocumenteerde plantensoorten, eet hij veel vruchten in de West-Ghats in India, waar fruit ongeveer 48% van het dieet uitmaakt. In de tropische loofbossen van West-India voedt P. philippensis zich voornamelijk met merg, wat ongeveer 78% van zijn dieet uitmaakt. De hoge consumptie van merg hangt waarschijnlijk samen met de behoefte aan water in de zomer. Hij foerageert vaker in bosranden en zijn voorkeur voor ficus-vruchten in de West-Ghats is waarschijnlijk te danken aan het lage vetgehalte en het hoge calcium-, mineraal- en eiwitgehalte van merg. In India bestaat zijn dieet uit bloemen, fruit, schors, bladeren, merg en korstmossen, plus scheuten en noten. Sommige onderzoekers melden consumptie van kevers en larven en termieten. Castanopsis indica-zaden werden gegeten in het subtropische, altijd groene loofbos in Taiwan en identificeerden hem als een belangrijke consument en verspreider op de grond. Petaurista philippensis voedt zich ook met de bast van sikkelcipressen in Taiwan en staat erom bekend dat het schadelijk is voor kokosnootplantages in Kerala, India. Vanwege zijn gewoonte om bast te strippen, wordt het beschouwd als een plantenplaag in secundaire naaldboomplantages in Chitou, China. Voedsel van lage kwaliteit wordt alleen gegeten in tijden van voedselschaarste. Jonge vliegende eekhoorns kunnen worden grootgebracht als huisdier met geiten- of koeienmelk en zoete aardappelen.

### Predatoren
Uilen, de kuifgibbon en de Spizaetus nipalensis zijn bekende predatoren van P. philippensis. Jongen zijn kwetsbaarder dan volwassenen.

### Voortplanting
Omdat mannetjes een groter territorium hebben dan vrouwtjes, heeft Petaurista philippensis waarschijnlijk een polygyn of promiscue paarsysteem, ook al zijn mannetjes iets kleiner dan vrouwtjes. De voortplantingstijd varieert afhankelijk van de locatie. In het subtropische Taiwan zijn er twee paarseizoenen, de eerste in mei-juli en de tweede in oktober-november. Volgens de ontwikkeling van de eierstokken zijn de twee meest seksueel actieve periodes voor vrouwtjes eind november-eind februari (winterpaarseizoen) en eind mei-begin september (zomerpaarseizoen), maar mannelijke voortplantingsorganen functioneerden het hele jaar door, behalve in februari, als er geen sperma wordt geproduceerd. Tijdens het paarseizoen besteedt het mannetje meer tijd aan het zoeken naar een partner en minder tijd aan het foerageren. Mannetjes roepen vaker van maart tot juni en van oktober tot november dan in andere maanden. Paring werd waargenomen in december, januari en juni. Vrouwtjes paren met 3-5 mannetjes tijdens het paarseizoen voor de eerste zwangerschap en hebben een draagtijd van ten minste 45 dagen. Februari en augustus zijn de geboortemaanden in Taiwan. In India paart Petaurista philippensis in januari en februari en worden de jongen geboren in de vroege zomer. De voortplanting vindt plaats in boomholtes. Alleen het vrouwtje bezet het nest.

## Verspreiding, populatie en bescherming
De omvang van populaties van Petaurista philippensis neemt waarschijnlijk af als gevolg van verlies en degradatie van leefgebied, houtkap, veranderende teeltmethoden, bosbranden, toenemende menselijke nederzettingen, botsingen met voertuigen, verstoring door de mens, landbouwontginningen, monocultuurplantages, aanleg van infrastructuur, mythen onder stammen, jacht en illegale handel. Deze soort vliegende eekhoorn is zeer kwetsbaar voor bosvernietiging omdat hij afhankelijk is van hoge, oude bomen voor zowel nesten als voedsel. De soort is mogelijk ongeveer 20% van zijn leefgebied verloren tussen 2000 en 2020, en een vergelijkbare trend wordt verwacht in de komende 20 jaar. Jagen wordt voornamelijk gedaan voor lokale consumptie, medicinale doeleinden, sociaal-culturele tradities en mythen. Er wordt veel op gejaagd in Taiwan. Petaurista philippensis wordt vaak bejaagd met geweren, dolken en stokken in de Westelijke Ghats, en jagen met geweren en stenen is geregistreerd in Zuid-Rajasthan.
Beschermende maatregelen omvatten het planten van nest- en voederbomen, het creëren van corridors tussen geïsoleerde populaties, strikte monitoring van populaties in beschermde en niet-beschermde gebieden, strengere regulering van de jacht en het vergroten van het lokale bewustzijn van de noodzaak van behoud van de soort. Het behoud van grote bomen met een grote stam en een groot bladerdak wordt aanbevolen voor overleving op de lange termijn. De International Union for Conservation of Nature (IUCN) classificeert P. philippensis wereldwijd als "Niet Bedreigd". In India staat P. philippensis vermeld in Schedule II van de Wild Life (Protection) Act 1972, die absolute bescherming biedt, en in Sri Lanka in Schedule II (Section 30) van de Fauna and Flora Protection (Amendment) Act No. 22, 2009. In China wordt het ook beschouwd als LC.